# الکساندر ویکتورنکو
الکساندر ویکتورنکو (به انگلیسی: Aleksandr Viktorenko؛ ۲۹ مارس ۱۹۴۷ – ۱۰ اوت ۲۰۲۳) فضانورد اهل اتحاد شوروی بود. او در مأموریت میر ئی‌پی-۱، سایوز تی‌ام-۳، سایوز تی‌ام-۲، سایوز تی‌ام-۸، سایوز تی‌ام-۱۴، سایوز تی‌ام-۲۰ حضور داشت.